# Yasuhito Suzuki
Yasuhito Suzuki (鈴木 康仁, Suzuki Yasuhito, né le 19 décembre 1959 à Osaka au Japon) est un footballeur japonais.